# Якимов (Курская область)
Якимов — хутор в Конышёвском районе Курской области России. Входит в состав Захарковского сельсовета.

## География
Хутор находится в бассейне Котлевки (приток реки Вабля в бассейне Сейма), в 62,5 км от российско-украинской границы, в 60 км к северо-западу от Курска, в 3 км к востоку от районного центра — посёлка городского типа Конышёвка, в 4,5 км от центра сельсовета — села Захарково.
Климат
Якимов, как и весь район, расположен в поясе умеренно континентального климата с тёплым летом и относительно тёплой зимой (Dfb в классификации Кёппена).
Часовой пояс
Хутор Якимов, как и вся Курская область, находится в часовой зоне МСК (московское время). Смещение применяемого времени относительно UTC составляет +3:00.

## Население
| 2002 | 2010 |
| ---- | ---- |
| 0    | →0   |

## Инфраструктура
В хуторе 7 домов.

## Транспорт
Якимов находится в 59 км от автодороги федерального значения М3 «Украина» (Москва — Калуга — Брянск — граница с Украиной), в 44 км от автодороги М2 «Крым» (Москва — Тула — Орёл — Курск — Белгород — граница с Украиной), в 43 км от автодороги А142 (Тросна — М-3 «Украина»), в 26,5 км от автодороги регионального значения 38К-038 (Фатеж — Дмитриев), в 2 км от автодороги 38К-005 (Конышёвка — Жигаево — 38К-038), в 3 км от ближайшей ж/д станции Конышёвка (линия Навля — Льгов I).